# Markus von Ahlen
Markus von Ahlen (* 1. Januar 1971 in Bergisch Gladbach) ist ein deutscher Fußballtrainer und ehemaliger Fußballspieler.

## Werdegang
Markus von Ahlen begann das Fußballspielen bei Jan-Wellem Bergisch Gladbach und kam über die Jugend Bayer 04 Leverkusens zur Saison 1989/90 in die Profimannschaft der Werkself. Hier bestritt der Mittelfeldspieler in vier Spielzeiten insgesamt 24 Erstliga-Partien und wechselte in der Saison 1993/94 zum damaligen Zweitligisten VfL Bochum.
Nachdem in der ersten Saison der Aufstieg in die erste Liga gelungen war, spielte von Ahlen eine weitere Saison in Bochum und wechselte am Ende der Spielzeit 1994/95 zurück in die zweite Liga, in der er sich dem SV Meppen anschloss. Nach drei Spielzeiten und 70 Spielen im Emsland kam er über die Station KFC Uerdingen 05 in der Saison 1998/99 zum damaligen Zweitligisten Alemannia Aachen. Hier beendete von Ahlen nach der Saison 2001/02 seine aktive Karriere. Insgesamt absolvierte er 38 Bundesliga- und 149 Zweitligaspiele.
2005 begann von Ahlen seine Trainerkarriere. Bis 2008 war er B-Jugend-Trainer bei Bayer 04 Leverkusen, ab Beginn der Saison 2008/09 übte er gleiche Position für drei Jahre beim Hamburger SV aus. Im April 2011 verpflichtete Arminia Bielefeld ihn als Cheftrainer zur kommenden Saison. Nach zehn Spieltagen mit fünf Unentschieden und fünf Niederlagen wurde er vom Verein beurlaubt. Am 1. Dezember folgte die Vertragsauflösung mit der Arminia. Einen Tag später wurde von Ahlen Co-Trainer von Thomas von Heesen beim österreichischen Bundesligisten Kapfenberger SV.
Am 20. Dezember 2012 wurde von Ahlen als neuer Cheftrainer der zweiten Mannschaft des TSV 1860 München vorgestellt. Dort folgte er auf Alexander Schmidt, der zuvor zum Cheftrainer der ersten Mannschaft befördert worden war. Er erhielt in München einen Vertrag bis Ende Juni 2015. Die zweite Mannschaft wurde unter von Ahlen Meister der Regionalliga Bayern 2012/13. Er wurde für die Saison 2013/14 als Co-Trainer ins Trainerteam der ersten Mannschaft geholt. Am 31. August 2013 wurde er nach der Entlassung von Cheftrainer Schmidt Interimstrainer. Nach einer erneuten Trainerentlassung beim TSV 1860 – diesmal traf es Friedhelm Funkel im April 2014 – wurde von Ahlen bis zum Saisonende 2013/14 zum Interims-Cheftrainer ernannt. Zu Saisonbeginn wurde er von Ricardo Moniz abgelöst, als dessen Co-Trainer er in der Saison 2014/15 fungierte. Nach dessen Entlassung am 24. September 2014 war von Ahlen erneut Cheftrainer. In München wurde er am 17. Februar 2015 beurlaubt.
Vom Sommer 2016 bis zum 31. Dezember 2020 war er im Jugendbereich von Bayer 04 Leverkusen tätig und dort zusammen mit vier Trainerkollegen (u. a. Patrick Weiser) für die U17 und U19 verantwortlich.
Ende 2021 stellte Regionalligist Bonner SC von Ahlen als neuen Cheftrainer vor, die Arbeitsaufnahme wurde auf den 3. Januar 2022 festgelegt. Zum Ende der Saison 2021/22 unterschrieb von Ahlen einen Vertrag bei Fortuna Köln für die Saison 2022/23. Im Februar 2024 wurde die Zusammenarbeit nach einer Niederlage im Verbandspokal des Fußballverbandes Mittelrhein gegen den Ligakonkurrenten 1. FC Düren vorzeitig beendet.

## Persönliches
2002 beendete von Ahlen einen zweijährigen Fernlehrgang in der Fachrichtung Sportmanagement. Anschließend belegte er einen Fernlehrgang zum Geprüften Sportfachwirt, den er 2005 bei der IHK Düsseldorf erfolgreich abschloss.
Im Jahre 2006 absolvierte er den DFB-Fußballlehrerlehrgang als Lehrgangsbester.